# جورج هيوارت
جورج هيوارت (مواليد 1897) هو مبارز بالسيف بلجيكي، مثّل بلاده في الألعاب الأولمبية الصيفية 1936.

## روابط رياضية
جورج هيوارت على موقع أوليمبيديا (الإنجليزية)